# إدوارد زالتا
إدوارد زالتا (بالإنجليزية: Edward N. Zalta) ولد في 16 مارس 1952، وهو باحث قديم في مركز دراسة اللغة والمعلومات. حصل على درجة الدكتوراه في الفلسفة من جامعة ماساتشوستس أمهرست في عام 1980. [6] أخذ زالتا دورات في جامعة ستانفورد، جامعة رايس، جامعة سالزبورغ، وجامعة أوكلاند. زالتا هو أيضا المحرر الرئيسي لموسوعة ستانفورد للفلسفة. 

## البحث
ينحدر موقف زالطا الفلسفي الأكثر شهرة من موقع أليكسيوس مينونج، وإرنست مالي ،  الذي اقترح أنّ هناك كثير من أشياء غير موجودة على حساب زالتا، بعض الكائنات (الخرسانة العادية من حولنا، مثل الطاولات والكراسي)، في حين أن البعض الآخر (كائنات مجردة مثل الأرقام، وما يمكن أن يسميه الآخرون «الكائنات غير موجودة»، مثل مربع مستدير، وجبل الذهب) مجرد «ترميز» لهم. بينما يتم اكتشاف الكائنات التي تمثل الخصائص من خلال الوسائل التجريبية التقليدية ، فإن مجموعة بسيطة من البديهيات تسمح لنا بمعرفة الأشياء التي تشفر الخصائص.  لكل مجموعة من الخصائص ، هناك كائن واحد بالضبط يقوم بترميز مجموعة الخصائص هذه بالضبط وليس غيرها. [11]